# Midnight Nation
Midnight Nation est une série de comics écrite par Joe Michael Straczynski et dessinée par Gary Frank. Elle est parue d'octobre 2000 à juillet 2002 aux États-Unis chez l'éditeur Top Cow. En France, elle a été traduite par Semic Comics, puis rééditée en intégrale chez Delcourt, dans la traduction d'Alex Nikolavitch.
Straczynski a réalisé une histoire finie en douze épisodes, à laquelle a été ajouté un épisode promotionnel dessiné par Michael Zulli et vendu avec le magazine Wizard.

## Synopsis
David Grey est un inspecteur de la police de Los Angeles. Il enquête sur un meurtre d'un jeune noir dans un quartier populaire, certainement un règlement de comptes entre dealers de drogue pour son chef. Sur la piste d'un certain Arlan Jaeker, Grey découvre des êtres monstrueux (les Walkers en anglais) et leur chef qui lui vole son âme. À son réveil, David découvre que les gens sont translucides, ne le voient, ni ne l'entendent. Une jeune femme lui explique qu'il est passé dans l'entre-deux-mondes (place in between), qu'il a un an pour reprendre son âme ou il deviendra un Walker à moins qu'elle ne le tue avant.
David et Laurel vont marcher à travers les États-Unis de cet univers dans lequel se retrouvent tous les objets et personnes qui disparaissent de la vue des gens : les marginaux, les sans domicile, etc. Leur objectif est New York où dans cet univers, un être sans nom, rebelle à l'autorité divine, en lequel on peut voir Lucifer, a installé ses quartiers afin de démontrer que Dieu s'est trompé en créant le monde tel qu'il l'a fait.

## Commentaire
Straczynski, bien qu'athée, a utilisé de nombreux éléments du christianisme dans Midnight Nation :
- Lazare a été l'un des premiers à passer entre les mondes, le Christ l'ayant oublié sur Terre après l'avoir ressuscité,
- les discours de Lucifer sur l'imperfection du monde créé par Dieu, et ses solutions,
- la crucifixion finale qui brode autour de la notion de sacrifice.

Midnight Nation est également une tentative de prise de conscience des défauts de la société américaine de la fin des années 1990 : dans les récits de ceux qui se sont retrouvés dans cet univers parallèle, est exprimé le poids d'une norme sociale qui impose des valeurs comme l'égoïsme, le repli sur soi, l'imitation des autres quand ils choisissent les solutions de facilité.
La résolution de l'intrigue est dans l'état d'esprit optimiste qui règne dans les œuvres de Straczynski depuis Babylon 5. La solution vient, souvent chez cet auteur, par l'altruisme, le don de soi et le pardon.

### Documentation
- Jean-Pierre Fuéri, « Nation, part d'enfer », BoDoï, no 60,‎ février 2003, p. 20.